# 亚历山大·霍达科夫斯基
亚历山大·谢尔盖耶维奇·霍达科夫斯基（羅馬化：Aleksandr Sergeyevich Khodakovskiy；1972年12月18日—），烏克蘭親俄合作者，曾於1990年至1992年曾作为义务兵在苏军/俄军近卫空降第106师近卫空降第331团服役。在2013年末至2014年初的独立广场运动发生时，曾是烏克蘭國家安全局顿涅茨克州分局下属阿尔法特种部队的指挥官，受命率领部队至基辅平息骚乱，在2014年顿巴斯战争中加入亲俄武装，成为頓巴斯親俄武裝东方旅指挥官。曾任顿涅茨克人民共和国安全部长，後來出任頓內茨克「阿爾法」特種部隊司令，現在是頓內茨克人民共和國俄羅斯衛隊副司令。